# التانكي
التانكي رواية للروائية العراقية عالية ممدوح. صدرت الرواية لأوّل مرة في العام 2019 عن منشورات المتوسط. ودخلت في القائمة النهائية «القصيرة» للجائزة العالمية للرواية العربية لعام 2020، المعروفة باسم «جائزة بوكر العربية».، وهي تاسع الاعمال الروائية للكاتبة، والتي تم وصفها حسب بيان لجنة تحكيم البوكربـــ "الأعجوبة الصغيرة".
تهتم رواية التانكي، بعلاقة الإنسان بالمكان المسلوب، وكيف بعد أربعة عقود من الزمن في المنافي، أن تتخيل الكاتبة عودتها إلى العراق، لتبدأ رحلتها في رصد التحولات الكبرى التي مر بها البلد، والتغييرات التي حدثت في المجتمع، عودة أدبية، لكنها تلامس حدود التراجيديا، بنسج حياة تتشارك فيها مع أبطالها، ما طال المكان من تحولات.

## عن الرواية
كتب الروائي المغربي محمد الأشعري، معبرًا عن وجهة نظره بشأن رواية التانكي، قائلاً " إنني متأكد أن رواية التانكي هي من أجمل وأعمق ما كتب في أدبنا العربي الحديث عن بتر الأمكنة منّا، أو بترنا منها، حتى يصبح الوطن يمشي وحيداً، ونحن نمشي وحيدين بعيداً عنه. لقد شعرت أثناء قراءتي للرواية بأثقال الطوبوغرافيا التي صارت خريطة دواخلنا، ومجالاً مستباحاً بالعنف والحسرة والموت البطيء. ثم هذا المكعب الذي يشبه سفينة الطوفان، نغلقهُ على ما تبقى من خراب المدينة، ونبحر على متنه طلبا للنجاة منه، ومن أنفسنا. روايةُ ألمٍ لا تروضه سوى متعة الكتابة".
التانكي هي صورة المكانِ في قسوتهِ على أجسادنا الرّاحلة وأرواحنا العائدة، هي هذا الانفصامُ الخطيرُ بين جمالِ الأحلام وبشاعة الواقع، هي ما يُغذِّيه الزَّمن من أحقادٍ وصراعاتٍ وآلامٍ نحملها معنا أينما ذهبنا، وحتّى عندما نعودُ مرَّاتٍ ومرَّاتٍ ستبدو خطواتنا ضائعةً في هذا المُكعَّب الذي صمَّمه المهندس معاذ الألوسي لتبني الكاتبةُ على أساسه طبقات روايتها، ونمضي في تتبّع مساراتها مشيًا على الأقدام، نجوبُ الأماكن والأزمنة كما كانت تقولُ البطلة عفاف، عن فعل المشي الذي لا يعرف الإقصاء: «إلى هنا أنا أنتمي».

## أخبار التانكي في الصحافة والإعلام
- " التانكي " لعالية ممدوح...وسط دهاء الموت لم يعد الأبطال يتوافدون.(الأيام-7 كانون الثاني 2020م)[7]
- في "تانكي" عالية ممدوح ...يمشي الوطن وحيدًا.(يونيو 2020م).[8]
- " التانكي".. استعادة بغداد. (مركز الأتحاد للأخبار- فبراير 2020م).[9]
- عالية ممدوح تبحث عن عفاف أيوب في رواية التانكي. (الرواية- أبريل 2020م)[10]
- "التانكي" .. أعجوبة صغيرة للروائية العراقية عالية ممدوح.(موازين نيوز- يونيو 2021م).[11]
- رواية «التانكي» في طبعة ثانية تزامنًا مع ترشيحها لجائزة البوكر.( جريدة الدستور)[12]
- رواية «التانكي»: التاريخ العراقي المعاصر بين القسوة والحب! (رصين).[13]
- رواية «التانكي».. عن الغربة وضياع الوطن، مجلة الجوهرة 2020م.[14]
- روايات البوكر.. عالية ممدوح تمشى فوق جسر الذاكرة في "التانكى"، اليوم السابع، سبتمبر 2021م[15]
- عالية ممدوح وروايتها التانكي، مجلة الشارقة الثقافية، العدد(32- 2019م).[16]
- "التانكي" رواية عالية ممدوح الجديدة، تأرجح ٌ ما بين العقل والجنون، مونت كارلو الدولية، 2019م.[17]
- رواية "التانكي" العراقية.. سرد تراجيدي لاستلاب الأوطان.[18]
- «التانكي»... المشفى بوصفها بنية مكانية. الشرق الأوسط. 2020م.[19]
- «التانكي».. رواية العائلة والعداوة. جريدة القبس، 2020م[20]

## دراسات ومقالات حول الرواية
صدرت بعض الدراسات الأدبية، التي تتناول رواية "التانكي" بالنقد والتحليل، ونذكر منها:
- أسلوبية السرد النسائي العراقي والتقاطب المكاني في رواية "التانكي" لعالية ممدوح، مجلة سياقات اللغة والدراسات البينية، جامعة الفيوم، 2023م.[21]
- التحليل الوظائفي للشخصيات الرئيسة في روايتي التانكي ومنصب شاغر وفق منهج فلاديمير بروب "دراسة مقارنة"، مجلة دراسات في اللغة العربية وآدابها، جامعة سمنان الإيرانيّة بالتعاون مع جامعة تشرين السوريّة،2024م.[22]
- الشخصية الجمالية في رواية "التناكي" للروائية عالية ممدوح، مقالة للناقد والقاص العراقي، مصطفى لطيف عارف.[23]
- قصة "التانكي" لعالية ممدوح لا تنتمي إلى العراق بشيئ!، مقالة لإبراهيم محمد- كتابات- 2020م.[24]
- رواية التانكي ( قراءه وتعقيب)، مقالة للدكتور خالد عيسى.[25]